# Chisel Peak
Chisel Peak är en bergstopp i Antarktis. Den ligger i Västantarktis. Argentina, Chile och Storbritannien gör anspråk på området. Toppen på Chisel Peak är 1 400 meter över havet.
Terrängen runt Chisel Peak är huvudsakligen kuperad, men åt nordväst är den platt. Havet är nära Chisel Peak åt nordväst. Trakten är obefolkad. Det finns inga samhällen i närheten. 